# Maria Hein Puig
Maria Hein Puig (Felanitx, 2 d'octubre de 2003) és una cantant, compositora i productora mallorquina. S'ha format al conservatori com a pianista i toca la guitarra, a més canta i compon les seves pròpies cançons.
L'estiu del 2020 va publicar la seva primera cançó Idò un cafè i arran d'aquesta cançó va entrar a la discogràfica Hidden Track Records. Anteriorment, mentre cursava batxillerat, formava part d'un grup que feia covers de diferents cançons amb quatre amigues seves. Gràcies a aquest grup es va començar a fer coneguda a Mallorca i va poder iniciar la seva carrera musical.
La cantant forma part de la nova onada de música en català, juntament amb altres artistes com The Tyets, Julieta o Mushkaa. De fet, ha col·laborat amb la Julieta a Club i amb Mushkaa a TEMPS.
Maria Hein contempla diferents estils, des del folk i cançons tradicionals, passant pel pop fins cançons amb tocs d'electrònica. El seu primer disc tenia sonoritats acústiques i de folk, amb influència de cantants com Sílvia Pérez Cruz, Maria del Mar Bonet o Joan Miquel Oliver. En canvi, el seu segon àlbum compta amb estils més diferenciats com el dancehall, hyperpop o R&B, amb influències de música anglesa i del K-pop.
Les temàtiques dels seus temes també són versàtils, a la seva discografia s'hi troben cançons d'amor i desamor, temàtiques més disteses i de festa, fins cançons tradicionals, com la seva versió actualitzada de La dama de Mallorca.
La cantant felanitxera ha actuat a diversos esdeveniments de referència de l'escena de la música en català. Va presentar el seu segon àlbum al Mercat de Música Viva de Vic. També ha actuat a l'Antiga Fàbrica d'Estrella Damm dins del marc de la celebració de Sant Jordi l'any 2022 i ha tocat a escenaris arreu dels Països Catalans. A més, la cantant va actuar a La 2 de la Sala Apolo el dia 29 de febrer de 2024 per presentar el seu àlbum TOT ALLÒ QUE NO SAP NINGÚ.

## Discografia
L'estiu de 2020 va publicar Idò un cafè com a cantant independent i, posteriorment va entrar a la discogràfica Hidden Track Records. El 2021 va publicar 2 senzills Els teus ulls davant la mar, No te veig i Sa teva presència. Més tard, l'octubre d'aquest mateix any va publicar el seu primer àlbum Continent i Contingut, el seu debut que va construir conjuntament amb Ferran Palau i que consta de 10 cançons en solitari.
No va ser fins al febrer de 2023 que Hein va publicar CLUB, la seva col·laboració amb la cantant barcelonina Julieta. És un tema produït per Jaume Forteza, més conegut com a Plan-ET i ha arribat a prop de mig milió de reproduccions. L'abril d'aquest mateix any, l'artista va publicar una versió modernitzada i experimental de la cançó tradicional La dama de Mallorca, produïda de nou pel cantant i productor Ferran Palau.
Posteriorment, va publicar dos singles: FETS DE FIL i FIU FIUUU, que va incloure al seu segon àlbum. La cantant balear va col·laborar amb Mushkaa a TEMPS, un tema experimental i nostàlgic amb sons electrònics. Més tard, Hein va incloure aquestes cançons seu segon àlbum, TOT ALLÒ QUE NO SAP NINGÚ, que va llançar a finals de setembre de 2023. L'àlbum està produït per Ferran Palau i Sr. Chen.

#### Àlbums
- Continent i Contingut (2021):
  - Un tassó que vessa
  - Sa teva presència
  - Aquell mes de Març
  - Setze voltes
  - Continent i contingut
  - Estrès acumulat
  - Llums de sa ciutat
  - Mein vater
  - Es teus ulls davant la mar
  - Omplint un buit

- TOT ALLÒ QUE NO SAP NINGÚ (2023):
  - ES PERFIL D'ES TEU COS
  - MERCURI I MART
  - FIU FIUU
  - SA PELL ME TORNA BLANCA
  - RENOU
  - SOLITUD
  - TEMPS (col·laboració amb Mushkaa)
  - CANSADA DE TU (col·laboració amb Rita Payés)
  - MAMÀ
  - OBLIDAR
  - SIRENES
  - TANTES COSES A DIR-TE (col·laboració amb Socunbohemio)

- Participació a Nadal Mix 2023 (Luup Records, 2023) 
  - Peus gelats (col·laboració amb Lluc i Galgo Lento)[10]

#### Senzills
- Idò un cafè (2020)
- Es teus ulls davant la mar (2021)
- No te veig (2021)
- Sa teva presència (2021)
- CLUB (col·laboració amb Julieta) (2023)
- LA DAMA DE MALLORCA (2023)
- FETS DE FIL (2023)
- FIU FIUUU (2023)
- FETS DE FIL - SPEED UP VERSION (2023)
- FIU FIUUU - SPEED UP VERSION (2023)
- TEMPS (col·laboració amb Mushkaa) (2023)[4]

## Premis
- Finalista al Premi Cerverí 2022 a la millor lletra en català[11]
- Premi Enderrock de la Música Balear 2022 per votació popular al millor disc de cançó d'autor (Continent i contingut)[12]
- Premi Enderrock de la Música Balear a millor artista 2023[13]